# Сугоняев, Александр Константинович
Александр Константинович Сугоняев (1921—1945) — старшина Рабоче-крестьянской Красной Армии, участник Великой Отечественной войны, Герой Советского Союза (1945).

## Биография
Александр Сугоняев родился в 1921 году в селе Тюбук (ныне — Каслинский район Челябинской области). С 1933 года проживал в городе Карабаш, окончил там девять классов школы. Позднее переехал в Орск, работал машинистом компрессора. В 1940 году Сугоняев был призван на службу в Рабоче-крестьянскую Красную Армию. С августа 1941 года — на фронтах Великой Отечественной войны.
К январю 1945 года старшина Александр Сугоняев был механиком-водителем танка 95-й танковой бригады 9-го танкового корпуса 33-й армии 1-го Белорусского фронта. Отличился во время освобождения Польши. 14-23 января 1945 года, углубившись в расположение противника, своими действиями экипаж Сугоняева способствовал продвижению вперёд двух бригад и штаба корпуса, уничтожив в общей сложности 6 танков, 9 самоходных артиллерийских установок, 90 автомашин, около 200 солдат и офицеров противника. 9 марта 1945 года Сугоняев погиб в бою. Похоронен в городе Хоцивель в Польше.
Указом Президиума Верховного Совета СССР от 27 февраля 1945 года за «мужество и героизм, проявленные в Варшавско-Познанской операции», старшина Александр Сугоняев посмертно был удостоен высокого звания Героя Советского Союза. Также был награждён орденами Ленина и Отечественной войны 1-й степени.
В честь Сугоняева названы улица, площадь и школа в Карабаше, улица и школа в его родном селе, установлены обелиск в Карабаше и бюст в Тюбуке.